# Ген бога
Ген бога — гіпотеза, згідно з якою ген, що кодує протеїн VMAT2, відповідає за схильність людини до духовних, містичних та релігійних переживань, віри в Бога. Гіпотезу запропонував американський вчений та популяризатор науки Дін Гамер, директором Національного Інституту Раку в США.
Гіпотеза базується на генетичних, нейробіологічних та психологічних дослідженнях. Під час дослідження, яке провів Гамер з колегами, виявили відмінності в генетичному коді «більш віруючих» та «менш віруючих». Цитозин виявили у «більш віруючих», аденін — в «менш віруючих».
Відповідно до гіпотези, ген Бога є нейрофізіологічною структурою, що відповідальна за суб'єктивне відчуття наявності Бога та пов'язані з цим духовні та містичні переживання. Гіпотеза базується на уявленні, що моноамінові нейромедіатори, насамперед допамін та серотонін, відіграють ключову роль в нейрохімії духовних та релігійних переживань.
У своїй роботі Хамер декларує, що «духовність» є частково спадковою ознакою, за яку певною мірою відповідає VMAT2 — білок, що транспортує моноамінові нейромедіатори в синаптичний простір із везикул. Віруючі люди мають вроджений підвищений рівень дофаміну, серотоніну та норадреналіну.
Підвищений рівень цих медіаторів в певних ділянках головного мозку, насамперед в префронтальній корі, вентральній зоні покришки та прилеглому ядрі є нейробіологічною основою релігійних переживань.
За Хамером, такий алель гену VMAT2 надає переваги у природному доборі — віруючі наділені певним «вродженим оптимізмом», що надалі сприяє позитивним ефектам на фізичному або психологічному рівнях.